# Ганс Вебер
Ганс Вебер (нім. Hans Weber, 8 вересня 1934 — 10 лютого 1965) — швейцарський футболіст, що грав на позиції опорного півзахисника за «Базель» і «Лозанну», а також національну збірну Швейцарії.

## Клубна кар'єра
У дорослому футболі дебютував 1953 року виступами за команду «Базель», в якій провів два сезони, після чого перейшов до «Лозанни».
1957 року повернувся до «Базеля», за який відіграв ще вісім сезонів. 1963 року допоміг команді вибороти Кубок Швейцарії. Захищав кольори «Базеля» до своєї передчасної смерті у лютому 1965.

## Виступи за збірну
1956 року дебютував в офіційних матчах у складі національної збірної Швейцарії.
1962 року був учасником тогорічного чемпіонату світу в Чилі, де взяв участь у всіх трьох іграх швейцарців на груповому етапі, які вони програли із сумарним рахунком 2:8.
Загалом протягом кар'єри у національній команді, яка тривала 9 років, провів у її формі 24 матчі, забивши 1 гол.
Помер 10 лютого 1965 року на 31-му році життя.

## Титули і досягнення
- Володар Кубка Швейцарії (1):

«Базель»: 1962-1963